# Zeitmittelwert
Der Zeitmittelwert oder zeitliche Mittelwert {\displaystyle {\overline {f(t)}}} ist in der Physik ein spezieller Mittelwert einer von der Zeit abhängigen physikalischen Größe oder Funktion {\displaystyle f(t)}. Häufig angewendet wird er u. a. in der statistischen Physik bei der Ergodenhypothese und in der Elektrotechnik zur Berechnung des Gleichwertes, er ist jedoch ein generelles Werkzeug vieler physikalischer Anwendungen.
Mathematisch wird der zeitliche Mittelwert gebildet durch die Integration einer beliebigen zeitabhängigen Größe über ein Zeitintervall {\displaystyle [t_{0},t_{0}+\Delta t]} und anschließende Normierung auf die Dauer {\displaystyle \Delta t} dieses Intervalls:
{\displaystyle {\overline {f(t)}}=\int \limits _{t_{0}}^{t_{0}+\Delta t}\!\!\!f(t)\,\mathrm {d} t\cdot {\frac {1}{\Delta t}}}
Nur wenn die betrachtete Größe linear von der Zeit abhängt:
{\displaystyle f(t)=at+b},
ist der Zeitmittelwert das Arithmetische Mittel (der „Durchschnitt“) von Anfangs- und Endwert:
{\displaystyle {\begin{aligned}\Rightarrow \quad {\overline {f(t)}}&={\frac {f(t)+f(t+\Delta t)}{2}}\\&=f\left(t+{\frac {\Delta t}{2}}\right)\\&=a\cdot \left(t+{\frac {\Delta t}{2}}\right)+b\end{aligned}}}
Ist die betrachtete Funktion stetig und differenzierbar (bei physikalischen Vorgängen überwiegend gegeben), so ist der Grenzwert des zeitlichen Mittels für sehr kurze Zeitintervalle identisch mit dem Momentanwert:
{\displaystyle f(t)=\lim \limits _{\Delta t\rightarrow 0}\,{\overline {f(t)}}}
Dieser Zusammenhang ist wichtig, weil oft der Momentanwert nicht messtechnisch zugänglich ist, sondern nur der Zeitmittelwert z. B. bei einer Geschwindigkeitsmessung durch Bestimmung des Weg- und Zeitintervalls. Eine gute Übereinstimmung von Messwert und Momentangeschwindigkeit erhält man also nur dann, wenn man das Messintervall möglichst kurz wählen kann.

## Beispiele
- Der Gleichwert ist in der Elektrotechnik der Zeitmittelwert einer periodisch veränderlichen Größe. Beispielsweise setzt sich die elektrische Spannung aus einem Gleichspannungsanteil (dem zeitlichen Mittelwert) und einem Wechselspannungsanteil zusammen. Der Gleichwert einer reinen Wechselspannung ist Null.
- Der zeitliche Mittelwert der Geschwindigkeit {\displaystyle v(t)} heißt Durchschnittsgeschwindigkeit {\displaystyle {\overline {v}}}. Es gilt: {\displaystyle {\overline {v}}={\frac {\Delta s}{\Delta t}}}.
- Der zeitliche Mittelwert der Lufttemperatur wird Jahresmitteltemperatur genannt. Aus praktischen Gründen werden hier Messwerte stündlich erfasst und über ein Messintervall von einem Jahr mit dem arithmetischen Mittelwert berechnet.